# Cum hoc
A korreláció nem jelent okozati összefüggést. A cum hoc ergo propter hoc (latinul „vele, tehát miatta”) olyan logikai/következtetési hiba, amelyben az érvelő feltételezi, hogy ha az egyik esemény a másikkal együtt következik be, akkor közöttük feltétlenül ok-okozati összefüggés van.

## Formája
A és B között összefüggés van
Tehát A okozza B-t

## Fajtái
- A és B összefüggése lehet látszólagos
- B okozhatja A-t
- C lehet közös ok A és B hátterében

## Példák
„A mikrohullámú sütőnek nem csak hogy káros hatásai nincsenek, hanem kifejezetten jót tesz: egyértelmű kapcsolat mutatható ki egy országban a várható életkor, és az egy főre jutó mikrohullámú sütők száma között.”
A korreláció a két dolog között valójában nem ok-okozati, hanem egy harmadik dolog, a jólét, a magasabb átlagjövedelem húzódik meg közös okként.

## Lásd még
- Vita
- Logika
- Érvelési hiba